# Roccamandolfi
Roccamandolfi – miejscowość i gmina we Włoszech, w regionie Molise, w prowincji Isernia.
Według danych na rok 2004 gminę zamieszkiwało 1071 osób, 20,2 os./km².